# Peltastes venustus
Peltastes venustus är en oleanderväxtart som beskrevs av J.F.Morales. Peltastes venustus ingår i släktet Peltastes och familjen oleanderväxter. Inga underarter finns listade i Catalogue of Life.